# قاعدة الموجة
قاعدة الموجة هو العمق العظمي الذي تحدث فيه مرور لموجة المائية حركة مائية (حركة الماء باتجاه الشاطيء) .